# 湖之宫殿

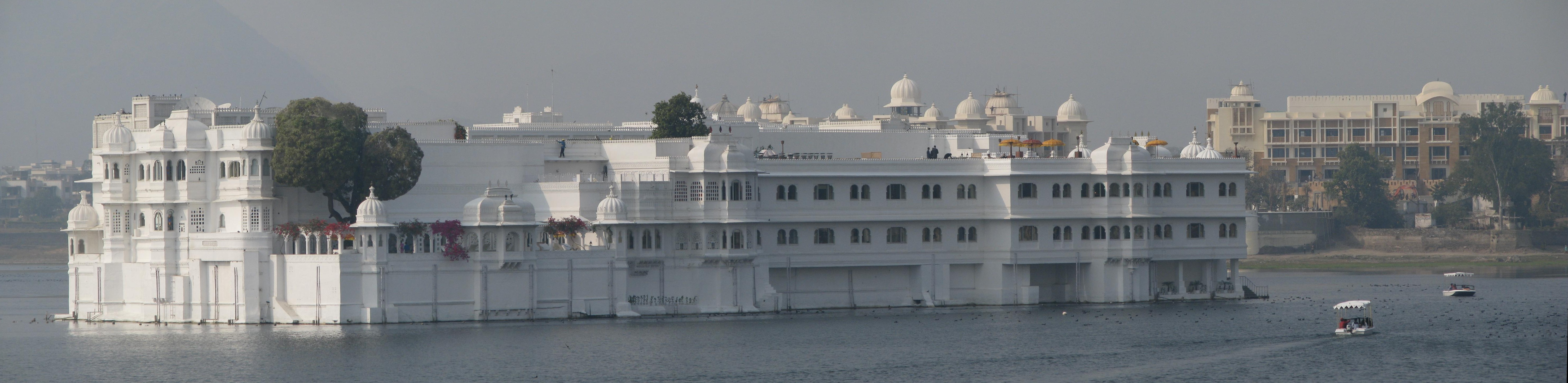
湖之宫殿

湖之宫殿 (Lake Palace) 是印度拉贾斯坦邦乌代布尔的一座豪华酒店，位于比焦拉湖中的Jag Niwas岛，用白色大理石建造，有83个房间和套房。湖之宫殿的住客可乘坐快艇前往乌代布尔城市宫殿。它获选为印度最浪漫的酒店。

## 历史
湖之宫殿由土王Jagat辛格二世建于1743-1746年。

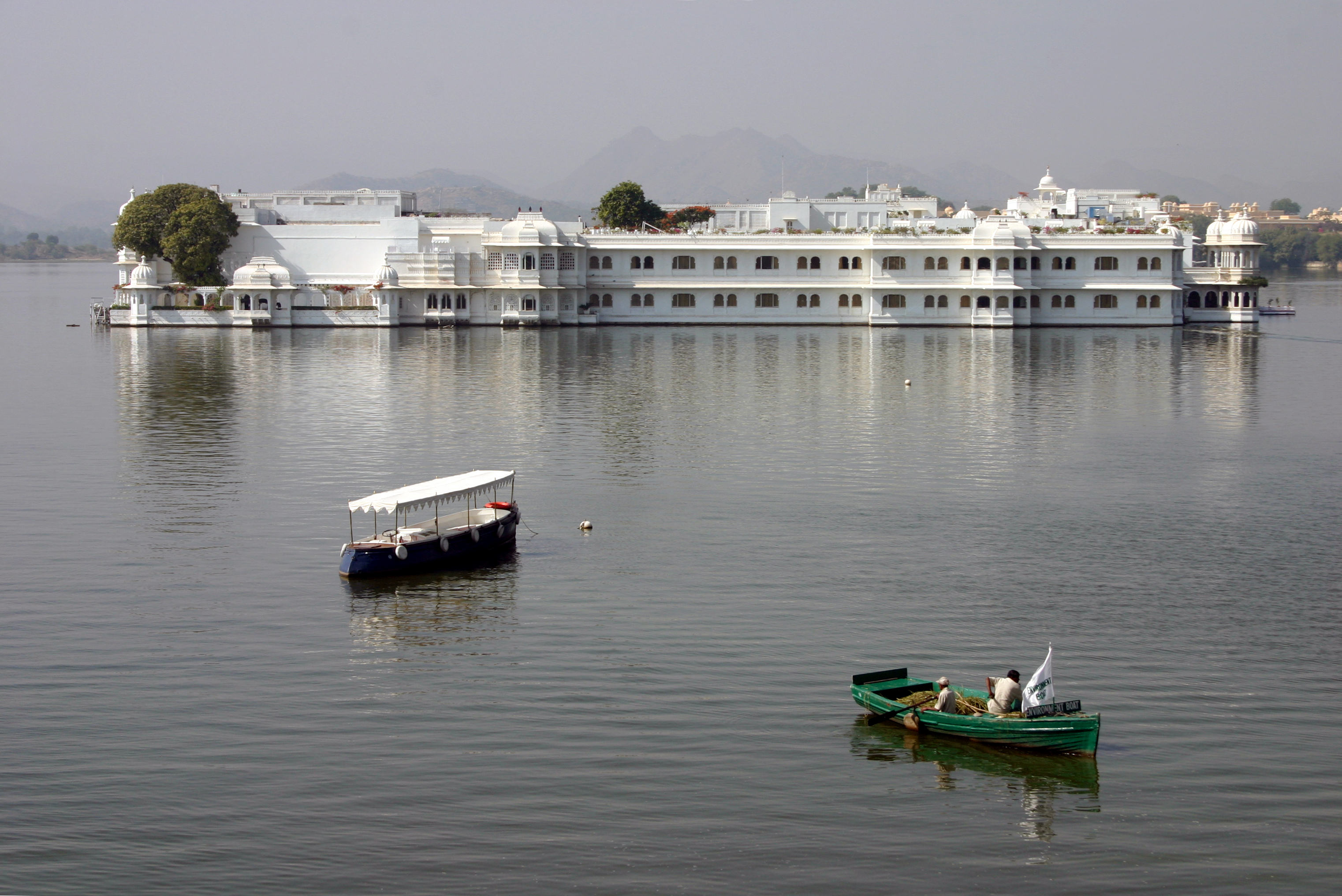

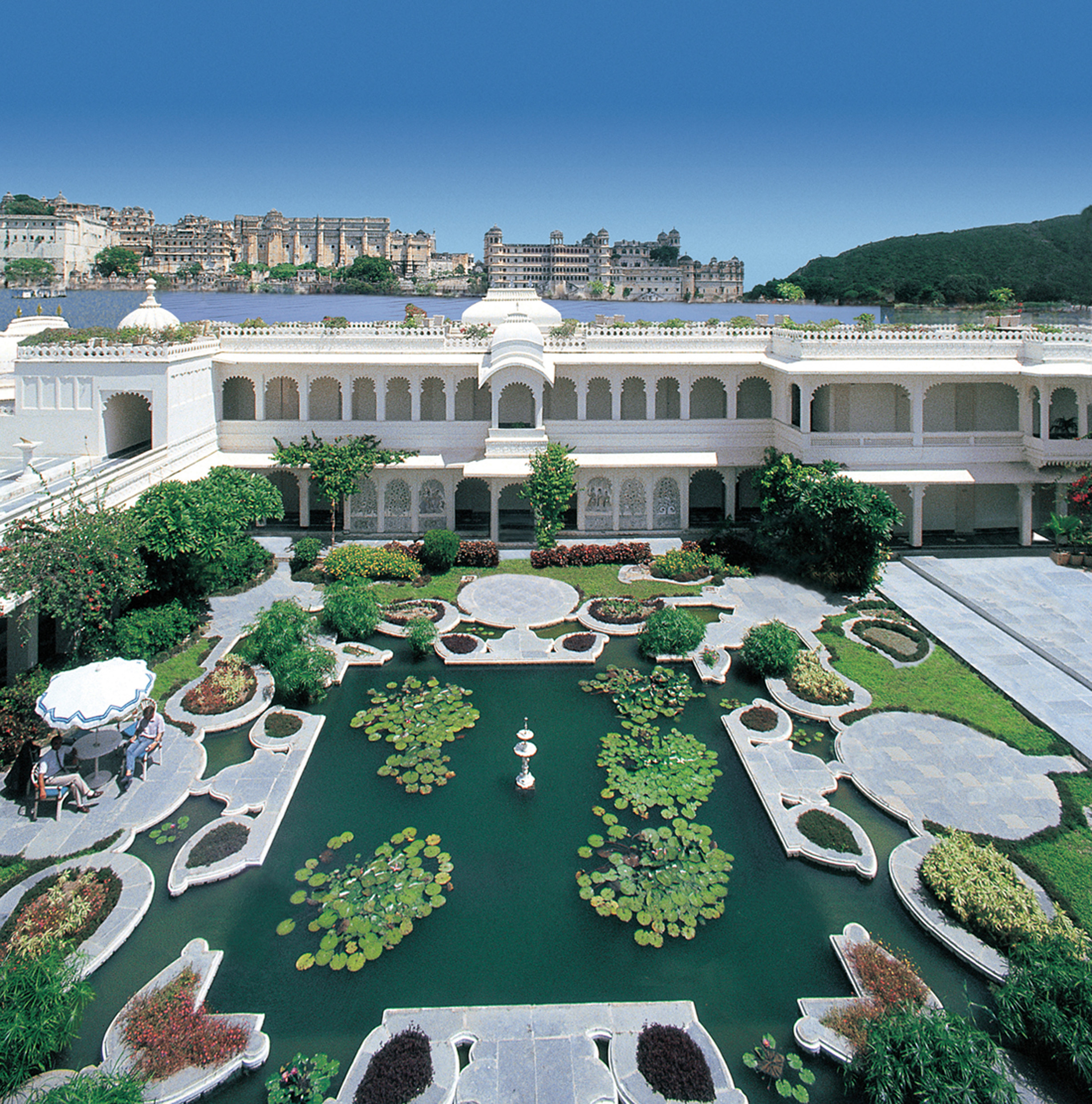